# Estrella Fluvial de Inírida
La Estrella Fluvial de Inírida,  se encuentra ubicada en el municipio de Inírida  departamento de Guainía Colombia; entre los 100 y 200 msnm,  donde confluyen tres grandes ríos:
- El río Guaviare,  que nace en la cordillera Oriental colombiana;

- El río Atabapo de  131 km de largo, el cual es compartido por los países  de Venezuela y Colombia , y en gran parte de su curso forma parte de la frontera internacional entre estos dos países.[1]

- El río Inírida; donde se encuentran los Cerros de Mavicure, compuestos por los cerros Mavicure, Pajarito Mono. Este lugar es la cuna del pueblo indígena puinave, y lugar donde se origina el mito de de Densikoira, conocido por la cultura occidental como el mito de la princesa Inírida. Densikoira traduce «mujer perfumada».

Estos tres rios: Inírida, Guaviare y Atabapo al fundirse forman la Estrella Fluvial de Inírida, un área que forma parte del Escudo Guayanés y que vierte sus aguas en el gran Río Orinoco, que con un caudal promedio de unos 33 000 m³/s, es el tercer río más caudaloso del mundo, después del Amazonas y del Congo. y es el eje central de la cuenca del Orinoco que tiene una superficie de casi 989 000 km² y desemboca en el océano Atlántico, encontrando su máxima altura en la Sierra Nevada del Cocuy, en Colombia (más de 5 000 msnm), en la cordillera Oriental que forma parte del complejo montañoso de la cordillera de los Andes en Colombia.
En el área que conforma la estrella fluvial de Inírida se encuentran diez ecosistemas estratégicos pertenecientes al territorio colombiano. Donde la cobertura vegetal incluye bosques heterogéneos no inundables, bosques inundables y zonas cubiertas de arenas blancas con vegetación arbustiva y herbácea, llamadas “sabaneta” o “catinga"

## Sitio Ramsar
La Estrella Fluvial de Inírida fue designada como sitio Ramsar el 8 de julio de 2014 debido a su deversidad en aguas, especies de plantas y animales, a sus culturas indígenas y a sus ecosistemas singulares. La designación cubre 253 000 ha.